# Praja Party
Praja Party ("Folkpartiet"), historiskt politiskt parti i Indien. PP grundades 1951 av Prakasam Tanguturi och Acharya N.G. Ranga, som en utbrytning ur Kongresspartiet i nuvarande Andhra Pradesh. Prakasam och Ranga hade lett en av de två större kongressfraktionerna i Andhra Pradesh, och utmanade den brahmindominerade klicken som styrde partiet.
I april 1951 bröt Ranga med PP och bildade Krishikar Lok Party. I juni samma år gick Prakasams PP samman med Kisan Mazdoor Praja Party under KMPP:s namn. 1952 slog sig KMPP sedan samman med Socialist Party och bildade Praja Socialist Party med Prakasam som ordförande. När delstaten Andhra Pradesh grundades 1953 erbjöd Kongresspartiet Prakasam att bli dess första chefsminister, och Prakasam lämnade PSP för att gå tillbaka till Kongresspartiet. Prakasams anhängare återgrundade då ett parti med namnet Praja Party.
I det första delstatsvalet i den nya delstaten gick PP med i den antikommunistiska enhetsfronten United Congress Front. UCF vann 146 av 196 mandat, varav fem tillföll PP (man hade totalt lanserat 12 kandidater). PP fick totalt 240 884 röster.
I valet till den andra Lok Sabha 1957 hade PP lanserat tre kandidater som tillsammans fick 140 742 röster (1,48 % av rösterna i Andhra Pradesh). Man vann inget parlamentsmandat. I delstatsvalet samma år vann PP endast ett mandat i Andhra Pradesh (man hade lanserat sju kandidater). Partiet fick 28 968 röster. 
I Lok Sabha-valet 1951 ställde ett parti under namnet Praja Party upp i båda valkretsarna i Manipur (och fick 11,12 % av rösterna där). Detta PP är dock inte samma som Prakasams PP.